# Gabriele Scheler
Gabriele Scheler (geboren 1960 in Göttingen) ist eine deutsch-amerikanische Informatikerin und Neurowissenschaftlerin.

## Frühes Leben und Ausbildung
Scheler wuchs in Göttingen auf, als Tochter von Fritz Scheler und Elisabeth Scheler geb. Correns, der Tochter von Carl Wilhelm Correns, der prägenden Einfluss auf seine Enkelin hatte. Sie schloss das Theodor-Heuss-Gymnasium in Göttingen drei Jahre vorzeitig als Jahrgangsbeste im Jahr 1977 ab. Nach einem Jahr an der Eberhard Karls Universität Tübingen wechselte sie an das Institut für Logik und Wissenschaftstheorie der Ludwig-Maximilians-Universität München.
Sie promovierte bei Godehard Link über ein Prolog-basiertes Sprachinterpretationssystem unter Verwendung eines Fragments des Englischen. Das System nutzte eine mittel-tiefe lexikalische Analyse von Oberflächenlexemen in semantische Primitive, kombiniert mit der Übersetzung von NL-Sätzen in Prädikatenlogik erster Stufe (Horn-Klauseln).

## Karriere
Scheler war eine Pionierin der neuronalen Netzforschung zur linguistischen Phonologie, Semantik und grammatikalischen Kategorien. und Mitherausgeberin des ersten Buches über ML in der NLP. Während ihrer Tätigkeit in der Gruppe von Wilfried Brauer an der Technischen Universität München arbeitete sie zusammen mit Sepp Hochreiter. an einem neuen Ansatz zur Klassifikation basierend auf adaptiven Distanzmaßen, der später von Yann LeCun und seiner Gruppe aufgegriffen wurde. 1998 wechselte sie an das Salk Institute, wo sie an Themen wie Dopamin und Neuromodulation, neuronaler Synchronisation und neuronaler (intrinsischer) Plastizität arbeitete.
An der UC Berkeley arbeitete sie von 2001 bis 2004 mit dem Redwood Neuroscience Institute zusammen. Von 2005 bis 2010 war sie an der Stanford University im Department of Computer Science tätig, wo sie den Biological Modelling Club leitete und regelmäßig Vorträge über Computational Biology hielt. Dies führte zu ihrer Arbeit über Proteinsignalisierung, zunächst mit David Dill.
Sie erfand eine Methode zur Berechnung von Dosis-Wirkungs-Matrizen in Proteinsignalkaskaden mit Anwendungen in der Medikamentenentwicklung. Seit ihrer Arbeit mit der Carl Correns Foundation nahm sie frühere Arbeiten zu lognormalen Verteilungen neuronaler Frequenzen und synaptischer Stärken aus dem Jahr 2006 wieder auf.

## Carl Correns Foundation for Mathematical Biology
Scheler ist Mitbegründerin der Carl Correns Foundation for Mathematical Biology, einem gemeinnützigen Institut zur Förderung von Forschung und Wissenschaft auf dem Gebiet der Mathematik in der Biologie. Das Institut wurde 2011 gegründet und nahm 2016 seinen Betrieb auf. Es wurde nach ihrem Urgroßvater Carl Erich Correns benannt, der ein Pionier in der Anwendung mathematischer und statistischer Methoden in der biologischen Forschung war.
Mehrere Forschende wurden von der Carl Correns Foundation gefördert, darunter Arbeiten zu Booleschen neuronalen Netzwerken. Mit der Carl Correns Foundation veröffentlichte sie Arbeiten zur symbolischen Abstraktion durch eine Form von lokalistischer Gedächtnisbildung, die einen neuartigen Beitrag zum Feld der neuro-symbolic AI darstellt. Am bedeutendsten ist ihre Pionierarbeit an einer neuen Theorie neuronaler Plastizität („there is room on the inside“), ein wesentlicher Fortschritt zur Hebbschen Theorie der synaptischen Plastizität (LTP/LTD: „Neurons that fire together, wire together“).